# Cuore di ciccia
Cuore di ciccia è un romanzo breve per ragazzi dell'autrice italiana Susanna Tamaro pubblicato nel 1992.

## Storia editoriale
Il libro uscì per  Arnoldo Mondadori Editore nel 1992 e godette di varie riedizioni. Nel 1995, periodo in cui l'autrice collaborò con la rivista Famiglia Cristiana con la rubrica Cara Mathilda..., una sua ristampa fu allegata a un numero del settimanale. Nel 2002 fu incluso nel volume Il castello dei sogni: storie che parlano al cuore della collana economica Miti  Mondadori, assieme alle altre opere Il Cerchio Magico e Tobia e l'angelo della stessa autrice. Le edizioni successive uscirono per la Salani e per la Giunti junior.

## Trama
Michele è un bambino di otto anni, figlio di genitori separati che pensano solo alla forma fisica, vendendo una costumi da bagno e uno automobili da corsa, e non si chiedono come egli viva questa condizione. I suoi soli affetti sono la nonna materna, che gli prepara buonissimi dolci, e il frigorifero di casa, di cui divora di nascosto il contenuto e che chiama "Frig", riuscendo ad interpretare il suo linguaggio fatto di ronzii. Il bambino, per non sentirsi solo, periodicamente mangia tutto ciò che è in frigorifero. 
Una notte Frig, dopo aver predetto a Michele che è destinato a compiere grandi imprese, lo nomina cavaliere col nome di "Cuore di Ciccia". Sua madre, però, preoccupata del fatto che Michele sta ingrassando sempre più, lo manda all'istituto Acciughini perché dimagrisca. Lì Michele è sottoposto a digiuni ed esercizio fisico continuo, e alla prima occasione utile riesce a fuggire. Vorrebbe andare a casa della nonna, ma non conosce la strada; dopo una notte di paura trascorsa nel bosco incontra un furetto parlante, Fur Fur, che lo porta da un curioso e distratto inventore, Giuseppe Pimpinella soprannominato Mister Kakkolen. Questi, tramite le sue apparecchiature elettroniche, è capace di comunicare  con un gran numero di elettrodomestici, tra i quali lo stesso Frig che gli ha parlato anche dell'"investitura" di Michele; tutti gli riferiscono che i genitori sono insoddisfatti dei loro figli, e decide di andare a fondo della questione, accorgendosi che al giorno d'oggi tutti gli adulti sono nervosi e nevrotici. Trasforma Michele in un pipistrello perché, volando sulle città, raccolga indizi a supporto della tesi che ha elaborato. Michele scopre così che gli adulti, compresa sua madre, ma anche lui, non fanno più sogni ma, mentre dormono, percepiscono solo righe in bianco e nero, come le interferenze televisive. Quando lo riferisce a Mister Kakkolen e al furetto, l'inventore gli spiega che i suoi timori erano fondati: gli uomini sono di cattivo umore perché i loro sogni vengono rubati per ordine di un mostro chiamato Orconte (per metà orca e per metà rinoceronte), che vive in fondo al mare e che, non potendo dormire, li guarda per svagarsi a mo' di film. L'unico modo per rimettere a posto le cose è far addormentare l'Orconte perché non si risvegli mai più.
Michele, ancora in forma di pipistrello, scende quindi negli abissi marini e s'imbatte negli animali agli ordini dell'Orconte, che lo catturano e lo propinano al mostro come pietanza prelibata. Tuttavia Michele, prima di essere mangiato, convince l'Orconte ad ascoltare una storia, in cui un'enorme balena si fa dire da un pesciolino rosso il computo esatto dei pesci che mangia in un giorno. Dopo tre giorni di questo racconto l'Orconte, annoiato, si addormenta, e tutti i sogni, intrappolati in bolle, vengono rilasciati. Anche Michele risale in superficie e ancora più su, nell'aria, e si accorge di essere tornato un bambino, ma magro. Atterra nel giardino della sua casa, tra le braccia di sua madre che è felicissima di ritrovarlo e che è ingrassata un po' (forse mangiava perché addolorata dalla sparizione del figlio dall'Istituto) ed è diventata più tollerante in fatto di diete.

## Edizioni
- Susanna Tamaro, Cuore di ciccia, collana Contemporanea, illustrazioni di Tony Ross, Milano, Mondadori, 1992, ISBN 88-04-35796-7.
- Susanna Tamaro, Cuore di ciccia, collana Junior-10, illustrazioni di Tony Ross, Milano, Mondadori, 1995, ISBN 88-04-39614-8.
- Susanna Tamaro, Cuore di ciccia, illustrazioni di Tony Ross, Milano, Club degli Editori, 1995.
- Susanna Tamaro, Cuore di ciccia, illustrazioni di Tony Ross, edizione allegata a Famiglia Cristiana, 1995.
- Susanna Tamaro, Cuore di ciccia, collana I miti Junior, illustrazioni di Tony Ross, n. 23, Milano, Mondadori, 1997, ISBN 88-04-42783-3.
- Susanna Tamaro, Cuore di Ciccia, in Il castello dei sogni : storie che parlano al cuore, collana I miti, n. 231, Milano, Mondadori, 2002, ISBN 88-04-50610-5.
- Susanna Tamaro, Cuore di ciccia, illustrazioni di Simona Mulazzani, Firenze, Giunti junior, 2008, ISBN 978-88-8451-833-0.
- Susanna Tamaro, Cuore di ciccia, illustrazioni di Adriano Gon, Firenze, Giunti junior, 2011, ISBN 978-88-09-76832-1.
- Susanna Tamaro, Cuore di ciccia, collana Tascabili autori ragazzi, illustrazioni di Adriano Gon, Firenze, Giunti junior, 2019, ISBN 978-88-09-87451-0.